# Eiserne Hand (Frankfurt am Main)
Die Eiserne Hand ist eine Straße in Frankfurt am Main.

## Lage und Bebauung
Die Eiserne Hand verläuft im Stadtteil Nordend zwischen Eckenheimer Landstraße und Friedberger Landstraße. Es handelt sich heute um eine Wohnstraße mit wenigen gewerblich genutzten Bauten. Ihre historische Bedeutung sieht man der Straße nicht mehr an.
Die heutige Bebauung stammt zum Teil aus der Zeit zwischen 1865 und 1870 und ist dem Spätklassizismus zuzurechnen, spätere Bauten der Neurenaissance entstanden in der Gründerzeit. Die Häuser Nr. 7, 12 und 38 stehen unter Denkmalschutz. Die bei den Luftangriffen auf Frankfurt am Main entstandenen Baulücken wurden in den 1950er Jahren mit nüchternen Zweckbauten geschlossen.

## Geschichte
Die Eiserne Hand hat ihren Namen von einer alten Flurbezeichnung. Ihre Entstehung war eine Folge der Stadterweiterung, die Kaiser Ludwig der Bayer 1333 der Stadt Frankfurt am Main zugestand. Bis dahin verlief die Straßenverbindung von der Bornheimer Pforte in Richtung Bornheim, Vilbel und Friedberg über den heutigen Straßenzug Große Friedberger Straße, Vilbeler Straße und Friedberger Landstraße. Mit der 1333 von Kaiser Ludwig dem Bayern genehmigten Stadterweiterung und dem Bau einer neuen Stadtmauer wurde das Friedberger Tor an das Nordende der Großen Friedberger Straße verlegt, während die Vilbeler Straße zur Sackgasse wurde. Vor dem Friedberger Tor begann die Eckenheimer Landstraße, die nun zur wichtigsten Verkehrsverbindung in Richtung Nordosten wurde.
1476 gelang es der Stadt nach langen Auseinandersetzungen, die Herrschaft über Bornheim zu erringen. Sogleich ging man daran, die Neuerwerbung durch eine Landwehr zu sichern. Diese Bornheimer Landwehr verlief etwas südlich eines kleinen Wäldchens, des Zeißel.
Südlich der Landwehr legte man eine neue Straße an, die von der Eckenheimer Landstraße in östlicher Richtung abzweigte und zur Friedberger Landstraße führte. Als Wegweiser diente eine an einer langen Stange angebrachte Eiserne Hand.
1607 entstand Frankfurts erste Wasserversorgung, die aus den Quellen des Friedberger Feldes an der heutigen Weidenbornstraße täglich bis zu 155 Kubikmeter Wasser in hölzernen, später bleiernen und ab 1771 eisernen Wasserleitungen zu den Wasserstellen in der Stadt führte. Ein Teil des Wassers wurde über die Eiserne Hand in Richtung Eschenheimer Tor geleitet. Erst 1824 bis 1834 wurde eine zusätzliche Wasserleitung gebaut.
Auch als 1626 die Frankfurter Stadtbefestigung durch eine Bastion am Friedberger Tor verstärkt und das Tor an die Vilbeler Straße verlegt wurde, blieb die Eiserne Hand eine wichtige Verkehrsverbindung. Nördlich davon war die Eckenheimer Landstraße bis weit ins 19. Jahrhundert hinein nur ein Feldweg, der erst mit der 1828 erfolgten Anlage des Hauptfriedhofs an Bedeutung gewann.
Danach begann auch die Bebauung der Gartengrundstücke an der Eisernen Hand. Als Baustil war seit der 1809 von Stadtbaumeister Johann Georg Christian Hess festgelegten Bauordnung der Klassizismus vorgeschrieben. Ein Beispiel für die damals entstandenen Bürgerhäuser war das Haus Nr. 8
In den 1850er-Jahren entstand an der Eisernen Hand einer der wenigen bedeutenden Industriebetriebe der Freien Stadt Frankfurt, die Schriftgießerei Dressler. Sie wurde 1859 durch Heinrich Friedrich Gottlob Flinsch übernommen und firmierte seit 1868 als Schriftgießerei Flinsch. Bereits 1867 stellten hier 250 Arbeiter und Angestellte rund 2,5 Millionen Lettern pro Woche her.
Ihre Bedeutung als Verkehrsachse verlor die Eiserne Hand in der zweiten Hälfte des 19. Jahrhunderts, nachdem man das Nordend parzelliert und mit einem Netz von Straßen überzogen hatte, die rasch bebaut wurden. Der Verkehrserschließung des neuen Stadtviertels diente der 1872 begonnene Bau eines Netzes von Pferdebahnen, die von der Frankfurter Trambahn-Gesellschaft betrieben wurden. Die 1879 entstandene wichtige Querverbindung zwischen Bornheim und der Eckenheimer Landstraße führte nicht durch die Eiserne Hand, sondern durch den etwas nördlich gelegenen Straßenzug Bornheimer Landwehr–Koselstraße–Hermannstraße.
Ihre historische Bedeutung erkennt man heute im Stadtbild nur noch daran, dass sie anders als die im 19. Jahrhundert am Reißbrett geplanten anderen Querstraßen einen bogenförmigen Verlauf nimmt.